# Eduardo Villegas
Eduardo Andrés Villegas Cámara (Cochabamba, 29 marzo 1964) è un allenatore di calcio ed ex calciatore boliviano, di ruolo difensore.

## Carriera

### Allenatore
Villegas guidò la nazionale boliviana ad interim per tre partite nel 2010, dopo la fine della gestione di Erwin Sánchez, caratterizzata dalle storiche vittorie contro l'Argentina per 6-1 e contro il Brasile nelle qualificazioni al campionato del mondo 2010, e quella di Gustavo Quinteros.
Il 2 agosto 2018 fu annunciato che il ruolo di CT della sarebbe stato affidato al venezuelano César Farías con decorrenza dal gennaio seguente, ma questi non riuscì a svincolarsi dal contratto che lo legava al club boliviano del The Strongest. Nel gennaio 2019 fu dunque nominato CT Eduardo Villegas.